# Thiên hoàng Reigen
Linh Nguyên Thiên hoàng (霊元天皇 Reigen- tennō ?, 09 Tháng 7 năm 1654 - 24 tháng 9 năm 1732) là Thiên hoàng thứ 112 của Nhật Bản theo danh sách kế thừa truyền thống.
Triều Linh Nguyên kéo dài từ năm 1663 đến năm 1687.

## Phả hệ
Tên cá nhân của ông (imina) là Satohito (識仁 ?) và ông có danh hiệu trước khi lên ngôi là Ate-no-miya (高貴宮 ?).
Ông là con trai thứ 16 của Thiên hoàng Go-Mizunoo. Mẹ là Hoàng hậu Kuniko, con gái của đại thần Sonomotooto. Ông lập gia đình và có tới 27 con (cả trai lẫn gái).
- Trung cung: Takatsukasa Fusako (鷹司房子) còn được biết đến là Shin-jyōsaimon’in (新上西門院), con gái của Takatsukasa Norihira
  - Hoàng tam nữ: Nội thân vương Masako (1673–1746; 栄子内親王) lấy  Nijo Tsunahira
- Điển thị (典侍): Bōjō Fusako (1652–1676; 坊城房子), con gái của Bōjō Toshihiro
  - Hoàng nhị nữ: Nội thân vương Ken'shi (憲子内親王; 1669–1688) lấy  Konoe Iehiro
- Điển thị (典侍): Chunagon-Naishi (1653–1691; 中納言典侍)
  - Hoàng trưởng tử: Thân vương tu sĩ Saishin (1671–1701; 済深法親王)
- Điển thị (典侍): Matsuki Muneko (松木宗子) được biết đến là Keihōmon’in (敬法門院), con gái của Mutsuki Muneatsu
  - Hoàng tứ tử: Thân vương Asahito (朝仁親王), còn có tên gọi khác là Tomohito[5] chính là Thiên hoàng Higashiyama
  - Hoàng ngũ nữ: Nội thân vương Tomiko (福子内親王; 1676–1707) lấy chồng là Thân vương Fushimi-no-miya Kuninaga
  - Hoàng lục nữ: Công chúa Eisyū (永秀女王; 1677–1725)
  - Hoàng thất tử: Thân vương Kyōgoku-no-miya Ayahito (1680–1711; 京極宮文仁親王) – Thân vương Kyōgoku-no-miya thứ sáu
  - Hoàng thất nữ: Công chúa Ume (1681–1683; 梅宮)
  - Hoàng bát nữ: Nội thân vương Katsuko (1686–1716; 勝子内親王)
  - Hoàng bát tử: Hoàng tử Kiyo (1688–1693; 清宮)
- Thượng thị: Atago Fukuko (1656–1681; 愛宕福子), con gái của Atago Michitomi
  - Hoàng nhị tử: Thân vương tu sĩ Kanryū (1672–1707; 寛隆法親王)
  - Hoàng tứ nữ: Công chúa Tsuna (1675–1677; 綱宮)
- Thượng thị: Gojō Yōko (1660–1683; 五条庸子), con gái của Gojō Tametsune
  - Hoàng tam tử: Hoàng tử San (1675–1677; 三宮)
  - Hoàng ngũ tử: Thân vương tu sĩ Gyōen (1676–1718; 尭延法親王)
  - Hoàng lục tử: Hoàng tử Tairei'in (1679; 台嶺院宮)
- Thượng thị: Higashikuze Hiroko (1672–1752; 東久世博子), con gái của Higashikuze Michikado
  - Hoàng thập nhất tử: Hoàng tử Toku (1692–1693; 徳宮)
  - Hoàng thập nhị tử: Hoàng tử Riki (1697; 力宮)
- Cung nữ: Onaikouji-no-Tsubone (?–1674; 多奈井小路局), con gái của Nishinotōin Tokinaga
  - Hoàng trưởng nữ: Công chúa Chikōin (1669; 知光院宮)
- Cung nữ:　Gojō Tsuneko (1673–?; 五条経子), con gái của Gojō Tametsune
  - Hoàng cửu tử: Công chúa Saku (1689–1692; 作宮)
  - Hoàng thập tử: Thân vương tu sĩ Syō'ou (1690–1712; 性応法親王)
  - Hoàng cửu nữ: Công chúa Bunki (1693–1702; 文喜女王)
  - Hoàng thập nữ: Công chúa Gensyū (1696–1752; 元秀女王)
- Cung nữ: Tōshikibu-no-Tsubone (d.1746; 藤式部局), con gái của Reizei Sadaatsu
  - Hoàng thập tam tử: Thân vương tu sĩ Sonsyō (1699–1746; 尊賞法親王)
  - Hoàng thập nhất nữ: Công chúa Bun'ō (1702–1754; 文応女王)
- Nữ quan: Irie Itsuko (?–1763; 入江伊津子), con gái của Irie Sukenao
  - Hoàng thập tứ tử: Hoàng tử Kachi (1709–1713; 嘉智宮)
  - Hoàng thập nhị nữ: Công chúa Tome (1711–1712; 留宮)
- Nữ quan: Chūjō-no-Tsubone (1691–1753; 中将局), con gái của Kurahashi Yasusada
  - Hoàng thập ngũ tử: Hoàng tử Mine (1710–1713; 峯宮)
- Nữ quan:　Matsumuro Atsuko (?–1746; 松室敦子),　con gái của Matsumuro Shigeatsu
  - Hoàng thập lục tử: Thân vương Arisugawa-no-miya Yorihito (1713–1769; 有栖川宮職仁親王) – Thân vương Arisugawa-no-miya thứ năm
  - Hoàng thập tam nữ: Nội thân vương Yoshiko (吉子内親王, 1714–1758), được gả cho Tướng Quân Tokugawa Ietsugu
  - Hoàng thập bát tử: Thân vương tu sĩ Gyōkyō (1717–1764; 尭恭法親王)
- Nữ quan: Shōshō-no-Tsubone (1702–1728; 少将局), con gái của Minami Suketada
  - Hoàng thập tứ nữ: Công chúa Yae (1721–1723; 八重宮)
- Nữ quan: Matsumuro Nakako (1707–1751; 松室仲子), con gái của Matsumuro Shigenaka
  - Hoàng thập thất tử: Thân vương tu sĩ Son'in (1715–1740; 尊胤法親王)

## Lên ngôi Thiên hoàng
Năm 1654, ông được đặt làm người thừa kế ngay khi anh trai là Thiên hoàng Go-Kōmyō còn sống.
Ngày 5 tháng 3 năm 1663, Thiên hoàng Go-Sai thoái vị; ngay sau đó Thân vương Satohito chính thức lên ngôi và lấy hiệu là Thiên hoàng Reigen. Ông dùng lại niên hiệu của anh trai, lập thành niên hiệu Kanbun nguyên niên (1663–1673).
Dưới thời Reigen trị vì, Nhật Bản gánh chịu nhiều tai ương: thành thị Edo và Kyoto bị đốt cháy 2 lần (1668, 1673 và 1682), đói lớn và lũ lụt làm nhiều người dân chết. Cá biệt năm 1681, đói lớn ở Kyoto lan ra nhiều vùng xung quanh làm nhiều người chết. Bên cạnh đó, chính quyền cho lập các tòa án thẩm tra ở các làng để lùng bắt và trục xuất các tín đồ Thiên Chúa giáo ra khỏi Nhật Bản. Hậu quả của những tai ương đó là hàng chục cuộc nổi dậy của nhân dân chống chính quyền, lớn nhất của cuộc nổi dậy của người Ainu do Shakushain lãnh đạo (1669 - 1672).
Tuy nhiên, một điểm sáng dưới thời Reigen là Phật giáo lại được phát triển mạnh hơn bao giờ hết. Cụ thể là phái Phật giáo Hokke shu giúp các tín đồ thực hành để bảo vệ sự thuần khiết của tâm hồn nhằm chống lại sự cám dỗ xung quanh.
Ngày 02 tháng 5 năm 1687, Thiên hoàng Reigen thoái vị, nhường ngôi cho con trai. Con trai ông lên ngôi, lấy hiệu là Thiên hoàng Higashiyama.

## Thoái vị
Sau khi rời ngôi, ông trở về sống và tu tập tại ngôi chùa. Ngôi chùa nơi ông ở được gọi là Sento Gosho- (cung điện của Cựu Hoàng đế). Năm 1732, ông ở hẳn ngôi chùa với pháp danh Sojo.
Ông mất năm 1732, thọ 79 tuổi.

### Kugyō
- Nhiếp chính: Nijo Mitsuhira, 1663-1664
- Nhiếp chính: Takatsukasa Fusasuke, 1664-1668
- Quan bạch: Takatsukasa Fusasuke, 1668-1682
- Quan bạch: Ichijo Kaneteru, 1682-1687
- Tả đại thần
- Hữu đại thần
- Nội đại thần
- Đại nạp ngôn

### Niên hiệu
- Kanbun (1661-1673)
- Enpō (1673-1681)
- Tenna (1681-1684)
- Jōkyō (1684-1688)

## Gia đình
- Hoàng hậu: Takatsukasa Fusako (鷹司房子) (Thái hậu Shin-jyōsai,新上西門院), con gái của Takatsukasa Norihira.
  - Con gái thứ 3: Nội Thân vương Masako (栄子内親王; 1673 - 1746), kết hôn với Nijo Tsunahira.
- Phu nhân: Bōjō Fusako (坊城房子; 1652 - 1676), con gái của Bōjō Toshihiro.
  - Con gái thứ 2: Công chúa Ken'shi (憲子内親王; 1669–1688), kết hôn với Konoe Iehiro.
- Phu nhân: Chunagon-Naishi (中納言典侍; 1653–1691)
  - Con trai đầu: Hoàng tử Saishin (済深法親王; 1671–1701) (tu sĩ Phật giáo)
- Phu nhân: Matsuki Muneko (松木宗子) (Thái hậu Keihō, 敬法門院), con gái của Mutsuki Muneatsu.
  - Con trai thứ 4: Hoàng tử Asahito (朝仁親王), còn được gọi là Tomohino [5] (Thiên hoàng Higashiyama)
  - Con gái thứ 5: Công chúa Tomiko (福子内親王; 1676–1707), kết hôn với Thân vương Fushimi-no-miya Kuninaga.
  - Con gái thứ 6: Công chúa Eisyū (永秀女王; 1677–1725)
  - Con trai thứ 7: Hoàng tử Kyogoku-no-miya Ayahito (京極宮文仁親王; 1680–1711) - Kyogoku-no-miya thứ 6
  - Con gái thứ 7: Công chúa Ume (梅宮; 1681–1683)
  - Con gái thứ 8: Công chúa Katsuko (勝子内親王; 1686–1716)
  - Con trai thứ 8: Hoàng tử Kiyo (清宮; 1688–1693)
- Nữ tỳ: Atago Fukuko (愛宕福子; 1656–1681), con gái của Atago Michitomi.
  - Con trai thứ 2: Hoàng tử Kanryū (寛隆法親王; 1672–1707) (tu sĩ Phật giáo)
  - Con gái thứ 4: Công chúa Tsuna (綱宮; 1675–1677)
- Nữ tỳ: Gojyō Yōko (五条庸子), con gái của Gojyō Tametsune.
  - Con trai thứ 3: Hoàng tử San (三宮; 1675–1677)
  - Con trai thứ 5: Hoàng tử Gyoen (尭延法親王; 1676–1718) (tu sĩ Phật giáo)
  - Con trai thứ 6: Hoàng tử Tairei'in (台嶺院宮; 1679)
- Nữ tỳ: Higashikuze Hiroko (東久世博子; 1672–1752), con gái của Higashikuze Michikado.
  - Con trai thứ 11: Hoàng tử Toku (徳宮; 1692–1693)
  - Con trai thứ 12: Hoàng tử Riki (力宮; 1697)
- Phi tần: Tōshikibu-no-Tsubone (藤式部局; ? - 1746), con gái của Imaki Sadaatsu.
  - Con trai thứ 13: Hoàng tử Sonsyō (尊賞法親王; 1699–1746) (tu sĩ Phật giáo)
  - Con gái thứ 11: Công chúa Bun'ō (文応王; 1702–1754)
- Phi tần: Onaikouji-no-Tsubone (多奈井小路局; ?–1674), con gái của Nishinotōin Tokinaga.
  - Con gái đầu tiên: Công chúa Chikōin (知光院宮; 1669)
- Phi tần: Gojyō Tsuneko (五条経子; 1673–?), con gái của Gojyō Tametsune.
  - Con trai thứ 9: Hoàng tử Saku (作宮; 1689–1692)
  - Con trai thứ 10: Hoàng tử Syō'ou (性応法親王; 1690–1712) (tu sĩ Phật giáo)
  - Con gái thứ 9: Công chúa Bunki (文喜女王; 1693–1702)
  - Con gái thứ 10: Công chúa Gensyū? (元秀女王; 1696–1752)
- Phi tần: Irie Itsuko (入江伊津子; ?–1763), con gái của Irie Sukenao.
  - Con trai thứ 14: Hoàng tử Kachi (嘉智宮; 1709–1713)
  - Con gái thứ 12: Công chúa Tome (留宮; 1711–1712)
- Phi tần: Chūjō-no-Tsubone (中将局; 1691–1753), con gái của Kurahashi Yasusada.
  - Con trai thứ 15: Hoàng tử Mine (峯宮; 1710–1713)
- Phi tần: Matsumuro Atsuko (松室敦子; ?–1746), con gái của Matsumuro Shigeatsu.
  - Con trai thứ 16: Hoàng tử Arisugawa-no-miya Yorihito (有栖川宮職仁親王; 1713–1769) - Arisugawa-no-miya thứ 5
  - Con gái thứ 13: Công chúa Yoshiko (吉子内親王; 1714–1758), được hứa hôn với Tướng quân Tokugawa Ietsugu.
  - Con trai thứ 18: Hoàng tử Gyōkyō (尭恭法親王; 1717–1764) (tu sĩ Phật giáo)
- Phi tần: Matsumuro Nakako (松室仲子; 1707–1751), con gái của Matsumuro Shigenaka.
  - Con trai thứ 17: Hoàng tử Son'in (尊胤法親王; 1715–1740) (tu sĩ Phật giáo)
- Phi tần: Shōshō-no-Tsubone (少将局; 1702–1728), con gái của Minami Suketada.
  - Con trai thứ 14: Yae-no-miya (八重宮; 1721–1723)